# 11579 Tsujitsuka
11579 Tsujitsuka (1994 JN) là một tiểu hành tinh vành đai chính được phát hiện ngày 6 tháng 5 năm 1994 bởi K. Endate và K. Watanabe ở Kitami.